# Mont Sylvester
Le mont Sylvester est une montagne située au sud-est de l'île de Terre-Neuve.

## Toponymie
La montagne doit son nom à un chef et guide amérindien de la nation des Micmacs, dénommé Joseph Sylvester.

## Géographie
Le mont Sylvester est un inselberg formant un petit massif isolé dans cette partie plane de l'île de Terre-Neuve. Son sommet culmine à 274 mètres[source insuffisante], avec une élévation moyenne d'environ 250 mètres[pertinence contestée].
Le mont Sylvester borde la réserve sauvage de Bay du Nord dans laquelle vit la plus grande harde de caribous des bois.
La rivière Bay du Nord longe le mont Sylvester sous la forme d'un ruisseau et y puise ses eaux de ruissellement qui alimentent ses sources.